# بيدرو باولو سانتوس
بيدرو باولو سانتوس هو قسيس فلبيني، ولد في 25 نوفمبر 1935 في Porac ‏ في الفلبين، وتوفي في 6 أبريل 1965 في ناغا في الفلبين.